# Вінниченко Микола Олексійович
Мико́ла Олексі́йович Вінниче́нко (нар. 12 листопада 1958) — український радянський легкоатлет, який спеціалізувався у спортивній ходьбі, багаторазовий чемпіон СРСР, рекордсмен України. Майстер спорту СРСР міжнародного класу.

## З життєпису
21 липня 1979 здобув «золото» в шосейній спортивній ходьбі на 20 кілометрів на літній Спартакіаді народів СРСР, в межах якої визначались також призери чемпіонату СРСР.
У 1980 вдруге став чемпіоном СРСР на 20-кілометровій дистанції спортивної ходьби, яка проходила на стадіоні, з новим рекордом УРСР (1:21.47,0).
У 1983 втретє став чемпіоном СРСР та вдруге — переможцем Спартакіади народів СРСР у спортивній ходьбі на 20 кілометрів.
Починаючи з 1982 поєднував виступи у змаганнях з тренерською кар'єрою.